# Élection présidentielle taïwanaise de 2012
L'élection présidentielle taïwanaise de 2012 se déroule en république de Chine (Taïwan) le 14 janvier 2012, le même jour que les élections législatives.

## Contexte
À l'occasion des élections législatives et présidentielle de 2008, le Kuomintang retrouvait le pouvoir pour la première fois depuis sa défaite en 2000, qui était alors son premier échec. Le Kuomintang est resté le parti unique sur l'île jusqu'en 1986.
L'ancien président de l'ile et représentant du Minjindang (Parti démocrate progressiste) Chen Shui-bian est en prison depuis 2008 pour les affaires de corruption dont il a été jugé coupable et condamné à la prison à vie entachant la réputation du PDD.
Le président sortant Ma Ying-jeou, élu en 2008, compte être reconduit pour quatre ans. Il a mené une politique de rapprochement avec la république populaire de Chine et prévoit de l'accentuer en cas de réélection.

## Campagne
Pour la première fois depuis l'élection présidentielle de 2000, il y a plus de deux candidats, ce qui n'est pas anodin puisque l'élection ne se joue qu'à un seul tour. Cette situation aurait pu désavantager le président sortant alors que le parti politique du « troisième homme » James Soong Chu-yu, Qinmindang, est traditionnellement son allié.

## Résultats
Quelque 18 millions de Taïwanais sont inscrits sur les listes électorales.
| Président                       | Président                       | Vice-président                  | Parti                           | Voix       | %      |
| ------------------------------- | ------------------------------- | ------------------------------- | ------------------------------- | ---------- | ------ |
|                                 | Ma Ying-jeou                    | Wu Den-yih                      | Kuomintang                      | 6 891 139  | 51,60  |
|                                 | Tsai Ing-wen                    | Su Chia-chyuan                  | Parti démocrate progressiste    | 6 093 578  | 45,63  |
|                                 | James Soong Chu-yu              | Lin Ruey-shiung                 | Qinmindang                      | 369 588    | 2,77   |
| Total (participation : 73,84 %) | Total (participation : 73,84 %) | Total (participation : 73,84 %) | Total (participation : 73,84 %) | 13 354 305 | 100,00 |